# Hagalund, Solna kommun

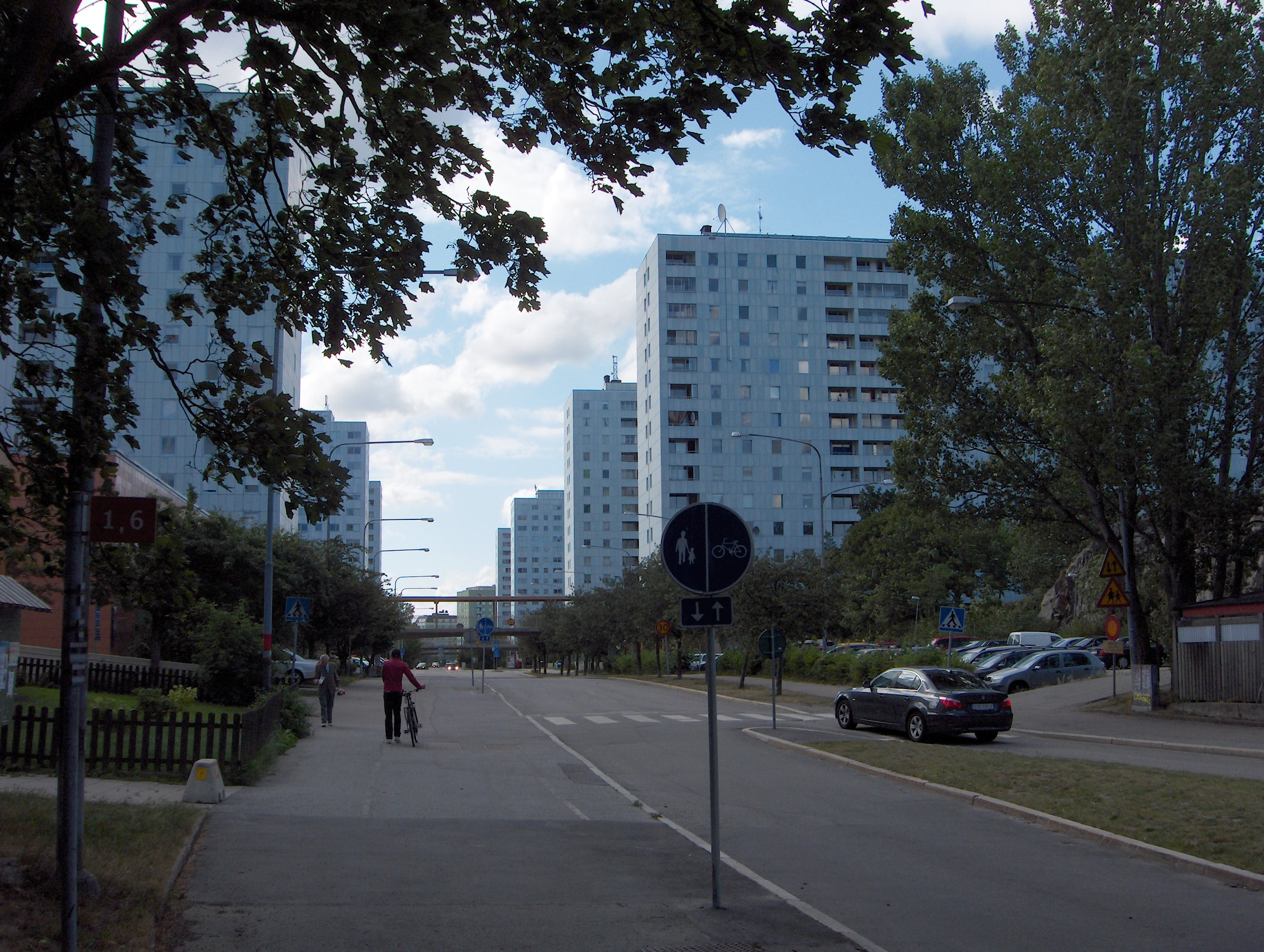
De karakteristiska blå höghusen med gångbroar över Hagalundsgatan, juli 2011.

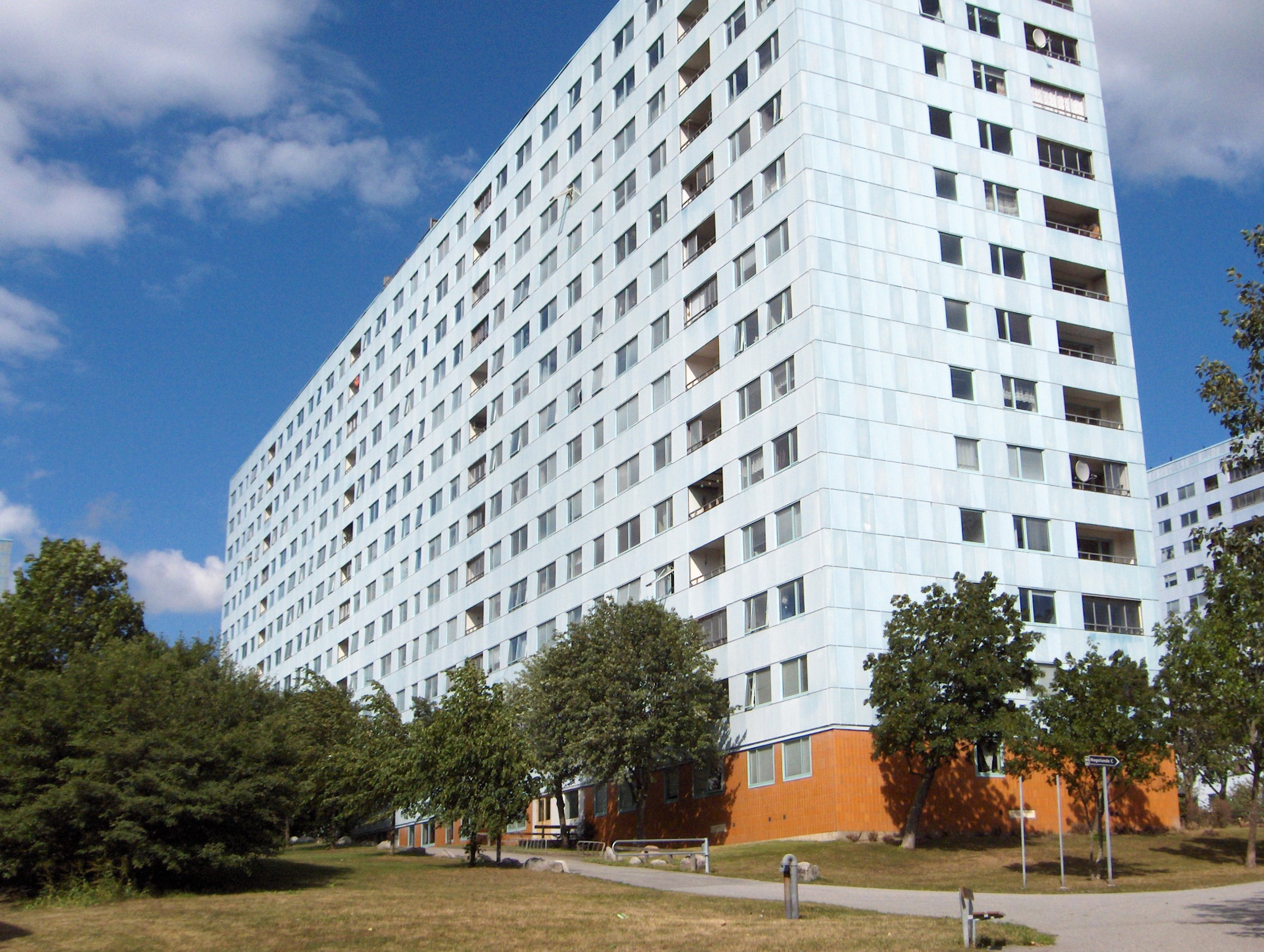
De blå husens väldiga storlek framgår vid en nära betraktelse, juli 2011.

Hagalund uttal (fil) är en av åtta stadsdelar i Solna kommun. Hagalund har 8 898 invånare (år 2013), vilket utgör 12,2 procent av Solna kommuns totala invånarantal. 
Hagalund ligger centralt i Solna och gränsar i norr mot Järva, i öster mot Haga, och i väster mot Råsunda och Skytteholm. Hagalund är inte bara de blåa husen på Hagalundsgatan utan innefattar hela området som Solnavägen/Frösundaleden inramar.

## Historia

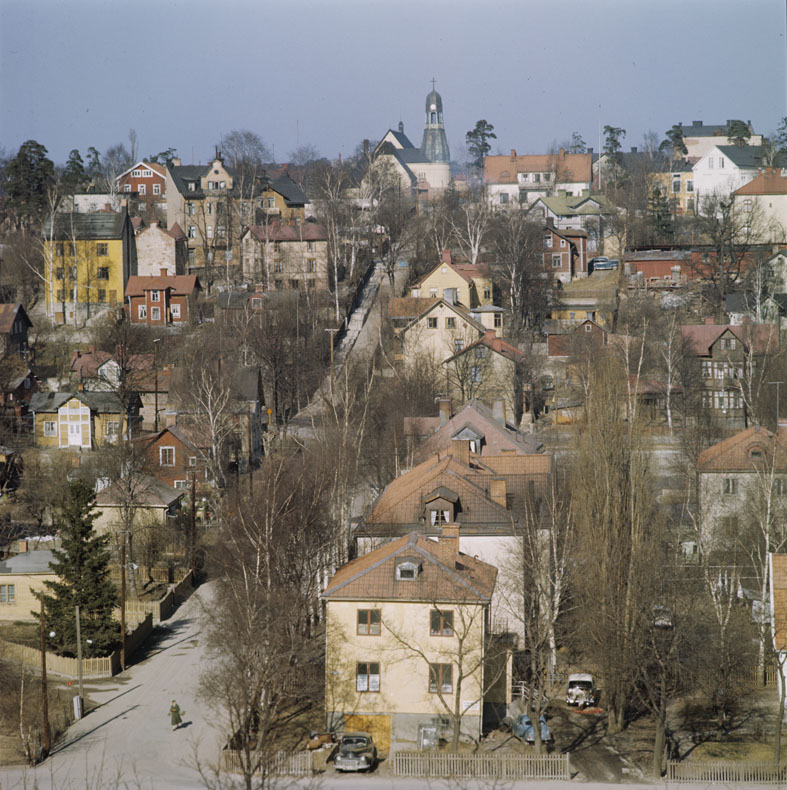
Gamla Hagalund, troligen från 1950-talet.

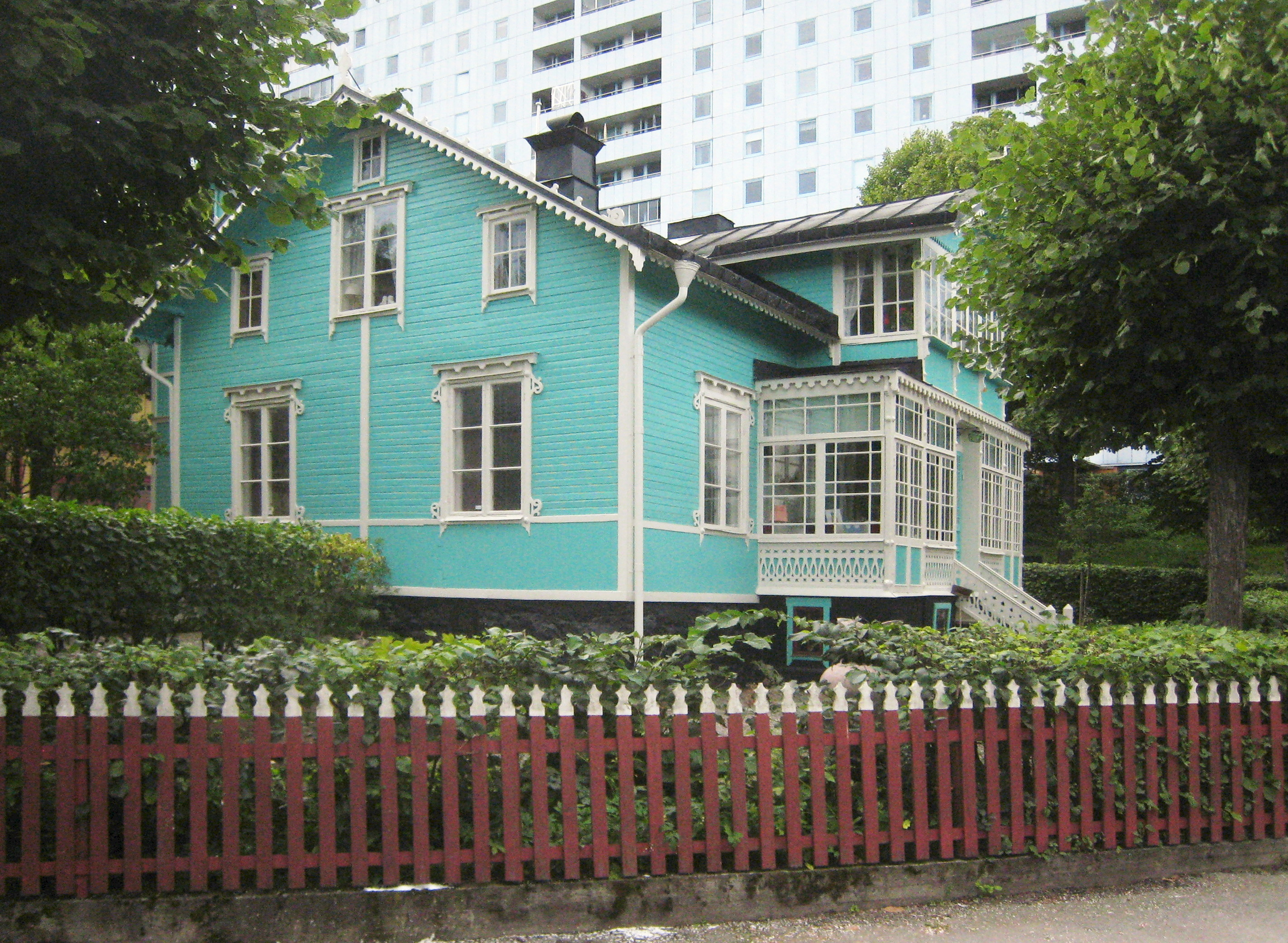
Olle Olsson-huset där konstnären Olle Olsson bodde.

Hagalund grundades som förstad till Stockholm längs Norra stambanan och var municipalsamhälle under namnet (Nya) Hagalund i Solna landskommun från 29 september 1899 till nyåret 1943, då det gick upp i den nybildade Solna stad. Den gamla trähusbebyggelsen uppfattades av somliga som en kåkstad och revs nästan helt och hållet på 1960-talet, men är förevigad inte minst i konstnären Olle Olssons målningar och i fotografen Björn Breitholtz bilder i boken Hagalund - ett svunnet 50-tal. Olle Olsson var född och bodde i Hagalund hela sitt liv. Han signerade sina tavlor med namnet Olle Olsson Hagalund.  
Namnet Hagalund sägs ha sin härstamning efter torpet Haglund, som sen blev Hagalund, kanske för att det påminde om det mer kungliga Haga slott i närheten. Torpet ägdes av en liten gumma, som sålde kaffe till blåbärsplockande stockholmare. 

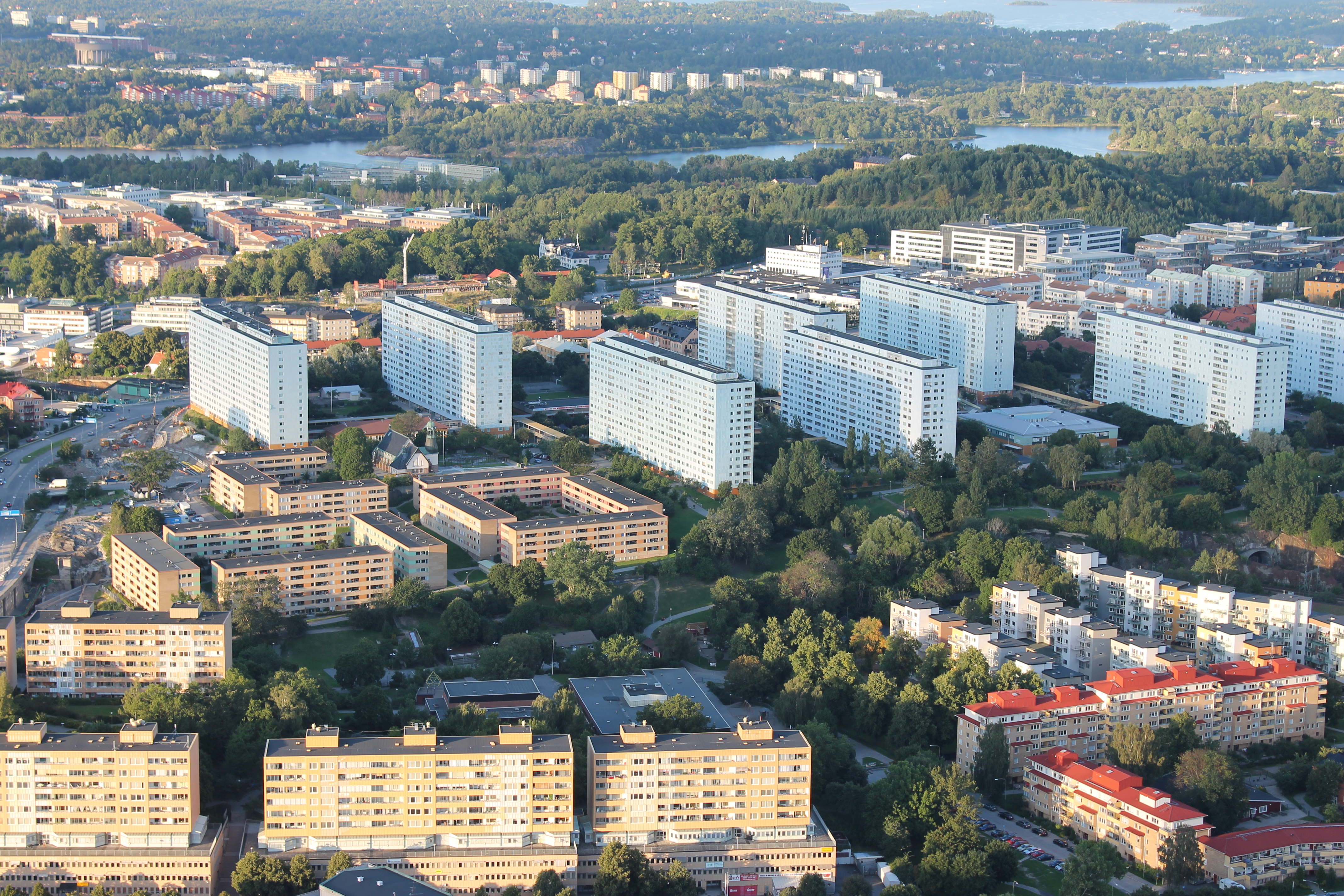
Hagalund med dess varierade bebyggelse.

Nya Hagalund började byggas omkring 1890, samtidigt som Stockholm började växa och många människor bodde väldigt trångt, började man sälja tomter i Hagalund i Solna socken. Här fanns då egentligen bara ängar och blåbärsskogar, samt ett värdshus, och det var runt detta värdshus som byggnationen startade på  mark som tidigare tillhört godset Övre Frösunda. 
Marken utannonserades i dagspressen och de som svarade på annonserna och köpte tomter var hantverkare, till exempel snickare, murare, glasmästare, målare eller plåtslagare. Olle Olssons morfar, snickaren Carl Brolin, var en av de första som tilldelades en tomt, i kvarteret Odin. Det som var lockande var att man här inte behövde bygga dyra stenhus, man fick lägga papp i stället för plåt på taket och var och en fick bestämma husets form, färg och annat. Friheten var stor och det blev många rikt smyckade verandor, med lövsågerier och kanske till och med en tornspira, sådana fanns ju på Stora Frösunda. En trädgårdstäppa, ett rött fint staket och kanske ett lusthus fullbordade bygget.
Efter några år fick Hagalund sitt första stationshus och åtta år senare 1903 byggdes en ny station och godsmagasin. Baptistkyrkan (tidigare Simeonskapellet) i Hagalund låg fram till 1968 vid Björkgatan 2.
I slutet av 1960-talet beslutade Solna stadsfullmäktige att bebyggelsen skulle rivas, och ersättas med flerfamiljshus. Det återstår endast ett fåtal hus, bland andra Carl Bolins hus i kvarteret Odin där Olle Olsson bodde tills han dog 1972. Olle Olsson-huset är museum, med minnen från Gamla Hagalund.

## Byggnader
Bebyggelsen utgörs huvudsakligen av bostäder, med åtta blåfärgade höghus som främsta kännetecken. Byggnaderna är 100 meter långa och 14 våningar höga. Husen stod färdiga 1973 och ritades av arkitekterna Ulf Hedberg, Bo Ahlsén, Ragnar Westrin och Stefan Szejnman. Totalt rymmer de 1800 lägenheter. Husen är grupperade i två rader på varsin sida om Hagalundsgatan och däremellan finns trafikfria gårdar. Trafiksepareringen är genomgående och gångbroar över lokalgatan förbinder den norra och södra sidan, medan garagen återfinns under husen. Arkitekternas vision var att husen skulle upplevas som gigantiska atlantångare i färd mot ett nytt modernt samhälle där människor skulle bo med ljus, luft och grönska. Genom sin egen reslighet och det faktum att de är byggda på en liten höjd syns höghusen på långt avstånd bland annat från E4-infarten till Stockholm. Höghusområdet kallas i folkmun för Blåkulla. 
I Hagalund finns även en handfull bevarade äldre hus, en del av den tidigare bebyggelsen, Gamla Hagalund. I området finns Hagalunds kyrka, Olle Olsson Hagalund-museet, Sadelmakare Öbergs museum och Hagalunds vattentorn.

### Bangården
Bangården, som egentligen består av tre olika, är Sveriges största rangerbangård för persontrafik. Bangården heter just Hagalund även om själva bangården egentligen ligger inklämd mellan de olika stadsdelarna Frösunda, Ulriksdal, Råsunda samt Ör i Sundbyberg. Bangårdsområdet ägs av Jernhusen och hyrs ut till SJ AB, Euromaint med flera för uppställning, växling och underhåll av persontåg. En helt ny stadsdel kallad Arenastaden har byggts på västra sidan bangården.

### Hagalunds arbetsplatsområde
Hagalunds arbetsplatsområde är en del av stadsdelen Hagalund. Området består i huvudsak av kontors- och industribyggnader uppförda från 1930 och framåt. År 1958 utvecklade Siemens-Elema den första pacemakern. Företaget var då etablerat i kv. Kassaskåpet 15. Det sägs också att trepunktsbältet utvecklades i närliggande kvarteret Instrumentet.

## Hagalund i litteraturen
Det moderna Hagalund skildras i romanen Still av Hassan Loo Sattarvandi, där författaren speglar några ungdomars liv mellan de blå husen. 
Den svenska texten till Anna-Lena Löfgrens sång ”Lyckliga gatan” (original Il ragazzo della via Gluck) skrevs av sångtextförfattaren Britt Lindeborg. Lindeborg inspirerades av omdaningen av Hagalund när kåkstaden fick ge plats åt de nya miljonprogramshusen.
På proggruppen Blå Tågets (tidigare Gunder Hägg) första album "Brustna hjärtans hotell" förekommer låten "I Hagalund", som bland annat nämner de karakteristiska blåa husen.